# Eclissi solare del 4 dicembre 2021
L'eclissi solare del 4 dicembre 2021 è un evento astronomico che ha avuto luogo il suddetto giorno attorno alle ore 07.34 UTC.